# سان بالتازار چیچیکاپام
سان بالتازار چیچیکاپام (به اسپانیایی: Municipio de San Baltazar Chichicapam) یک منطقهٔ مسکونی در مکزیک است که در اوآخاکا واقع شده‌است. سان بالتازار چیچیکاپام ۱۰۰٫۷۹ کیلومتر مربع مساحت و ۲٬۷۱۶ نفر جمعیت دارد.